# 泉台 (上尾市)
泉台（いずみだい）は、埼玉県上尾市の町名。現行行政地名は泉台一丁目〜三丁目。住居表示未実施地区。郵便番号は362-0062。
市の統計などでは大石地区で分類されている。区画整理により成立した新しい地名である。

## 地理
埼玉県の中央地域（県央地域）で、上尾市北西部の大宮台地上に位置し、南北に細長い形をしている地域で、南から一丁目となっている。
東側を井戸木や中妻と隣接し、南側から西側にかけて小泉、西側から北側にかけて中分、藤波および桶川市大字下日出谷と隣接する。北側は桶川市鴨川や同市下日出谷東とも僅かに隣接する。地区の北部をさいたま鴻巣線、南端を上尾環状線が通り、また、都市計画道路の上尾池袋線（泉が丘通り）が南北に縦断する。地区内の東端を鴨川（源流域）が流れ、上尾環状線の鴨川橋（一級河川起点）のほか、あすなろ橋、菜の花橋、ふれあい橋、かぶと橋が架かる。また、かぶと橋より上流側が暗渠となっている。地区の西側は上尾市唯一の赤松林を擁する大宮ゴルフコースが広がる。
全域が市街化区域（主に第一種低層住居専用地域、一部第一種中高層住居専用地域や第二種住居地域）に指定され、全体的に住宅地が広がっているが、北部の一部では生産緑地地区として農地も見られる。

### 地価
住宅地の地価は、2018年（平成30年）の公示地価によれば、泉台三丁目17-6の地点で10万6000円/m2となっている。

## 歴史
- 1972年（昭和47年）12月26日 - 鴨川土地区画整理事業の都市計画決定[11]。
- 1974年（昭和49年）5月 - 地内に当たる場所に市立「大石保育所」が開所する[12]。
- 1980年（昭和55年）4月 - 地内に当たる場所に水神公園が開設される[12]。
- 1985年（昭和60年）10月2日 - 鴨川土地区画整理事業の完成により地番変更を実施、大字小泉・井戸木・中妻・沖ノ上・藤波・中分の各一部より泉台一丁目〜三丁目が成立する[13][14][注釈 1]。
- 1986年（昭和61年） - 地域団体「泉台区会」が創立される[注釈 2]。
- 2018年（平成30年）2月4日 - 「泉台支え合いの会」が創立される[16]。
- 2020年（令和2年）3月29日 - 総会で、泉台区会から泉台自治会に改称[注釈 2]。ホームページのタイトルも「泉台区会」から変更される。

## 世帯数と人口
2019年（平成31年）1月1日現在（上尾市発表）の世帯数と人口は以下の通りである。
| 町丁       | 世帯数    | 人口    |
| ---------- | --------- | ------- |
| 泉台一丁目 | 391世帯   | 923人   |
| 泉台二丁目 | 420世帯   | 994人   |
| 泉台三丁目 | 566世帯   | 1,365人 |
| 計         | 1,377世帯 | 3,282人 |

## 小・中学校の学区
市立小・中学校に通う場合、学区（校区）は以下の通りとなる。
| 丁目       | 番地 | 小学校               | 中学校           |
| ---------- | ---- | -------------------- | ---------------- |
| 泉台一丁目 | 全域 | 上尾市立大石北小学校 | 上尾市大石中学校 |
| 泉台二丁目 | 全域 | 上尾市立大石北小学校 | 上尾市大石中学校 |
| 泉台三丁目 | 全域 | 上尾市立大石北小学校 | 上尾市大石中学校 |

## 事業所
2021年（令和3年）現在の経済センサス調査による事業所数と従業員数は以下の通りである。
| 丁目       | 事業所数 | 従業員数 |
| ---------- | -------- | -------- |
| 泉台一丁目 | 30事業所 | 131人    |
| 泉台二丁目 | 27事業所 | 138人    |
| 泉台三丁目 | 14事業所 | 69人     |
| 計         | 71事業所 | 338人    |

## 交通
地区内に鉄道は敷設されていない。最寄り駅はJR東日本高崎線桶川駅であるが、泉台三丁目の地点よりおよそ1.4 km離れている。南北に長い地区のため、場所によっては北上尾駅の方が近い地区もある。

### 道路
- 埼玉県道57号さいたま鴻巣線 - 旧井戸木中野林浦和線
- 埼玉県道323号上尾環状線（BS通り）
- 上尾池袋線（泉が丘通り）[19]
- 井戸木町谷線[9]
- 小泉中妻線

### バス
地区内には路線バスが無く、コミュニティバスのみの運行となっている。なお、過去に丸建自動車のけんちゃんバスが運行され、地内に「泉台3丁目」バス停留所が設置されている時期があった。
上尾市コミュニティバス「ぐるっとくん」
- 大石桶川線
- 大石領家北上尾線

地区内は「大石中学校西」「泉台一丁目」「鴨川中央公園西」「大石北小学校西」「泉台二丁目」「大石保育所入口」「泉台三丁目東」「泉台三丁目中」「泉台三丁目西」バス停留所が設置されている。
桶川市コミュニティバス「べにばなGO」
- 西循環ルート
- 東西循環ルート

地区内は「下日出谷第二公園入口」バス停留所が設置されている。

## 地域

### 町内会
- 泉台自治会[23]

### 祭事
- 区民大運動会
- 子供みこし巡行
- 区民盆踊り大会
- 敬老祝賀会
- 区民文化祭

### 公園
- 水神公園（通称アスレチック公園[15]） - 指定緊急避難場所（地震・洪水）に指定[24]。「水神の池」や水神社が近くに存在していた。
- 梅田公園[注釈 3] - 指定緊急避難場所（地震・洪水）に指定。
- おさらぎ公園
- 藤見公園 - 指定緊急避難場所（地震・洪水）に指定。

### 施設
- 泉台記念会館
- 市立大石保育所
- 創価学会上尾文化会館
- 東京電力パワーグリッド大石変電所